# Jurij Priłukow
Jurij Aleksandrowicz Priłukow, ros. Юрий Александрович Прилуков (ur. 14 czerwca 1984 w Swierdłowsku), rosyjski pływak, specjalizujący się w długich dystansach.

## Sukcesy
- Mistrzostwa Świata 2005
  - 400 m stylem dowolnym – srebrny medal
  - 800 m stylem dowolnym – brązowy medal
- Mistrzostwa Świata 2007
  - 1500 m stylem dowolnym – srebrny medal
- Mistrzostwa Europy 2002
  - 1500 m stylem dowolnym – złoty medal
- Mistrzostwa Europy 2004
  - 1500 m stylem dowolnym – złoty medal
  - 400 m stylem dowolnym – srebrny medal
  - 4 × 200 m stylem dowolnym – srebrny medal